# فرودگاه اونگا آندوزرو
فرودگاه اونگا آندوزرو (به انگلیسی: Onega Andozero) یک فرودگاه نظامی است که یک باند فرود بتن دارد و طول باند آن ۳۵۰۰ متر است. این فرودگاه در کشور روسیه قرار دارد و در ارتفاع ۸۷ متری از سطح دریا واقع شده است.